# 八識

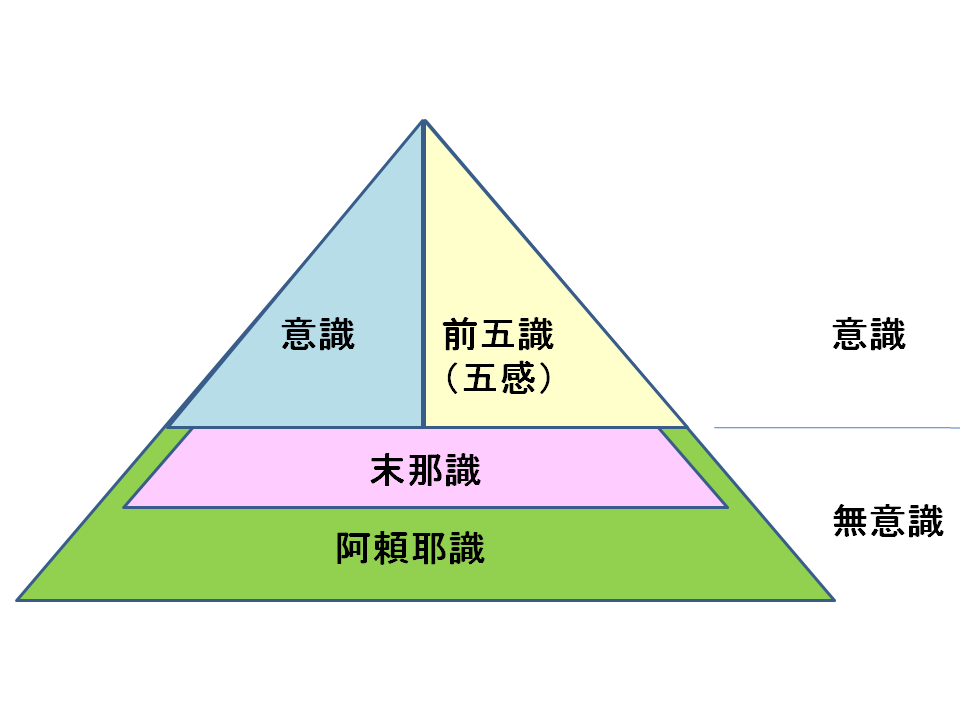
八識説の概念図の一例

八識（はっしき、はちしき）といは、仏教の意識作用（識, viññāṇa）の8種をいう。4世紀のインドに興った瑜伽行唯識学派によって立てられた。
なお、天台宗では、さらに第九・阿摩羅識を立てて全九識とする。また真言宗ではさらに第十・乾栗陀耶識（紇哩陀耶識、hṛdaya-vijñāna）を立て全十識とする。
- 眼識
- 耳識
- 鼻識
- 舌識
- 身識
- 意識
- 末那識
- 阿頼耶識